# III Ogólnopolski Festiwal Zespołów i Wokalistów Jazzowych „Jazz nad Odrą”
III Festiwal Zespołów i Wokalistów Jazzowych „Jazz nad Odrą” odbył się w dniach 11 - 13 marca 1966 roku.

## Laureaci
W kategorii zespołowej
I miejsce:
- Trio Jacka Bednarka

II miejsce:
- Soul Brothers

III miejsce:
- Hagaw

Wyróżnienia:
- Old Timers
- Ragtime Jazz Band
- Tiger Rag
- Grupa Jerzego Sapiejewskiego

W kategorii indywidualnej
- I - Stanisław Cieślak
- II - Jacek Bednarek

Wyróżnienia:
- Jacek Brodowski
- Lucjan Czaplicki
- Andrzej Dorawa
- Paweł Juszczenko
- Henryk Majewski
- Andrzej Mazurkiewicz

Nagrody za kompozycje
- Jerzy Sapiejewski
- Mieczysław Mazur